# Fort Glanville Conservation Park
Fort Glanville Conservation Park är en park i Australien. Den ligger i delstaten South Australia, omkring 14 kilometer nordväst om delstatshuvudstaden Adelaide.
Runt Fort Glanville Conservation Park är det mycket tätbefolkat, med 1 517 invånare per kvadratkilometer.. Närmaste större samhälle är Adelaide, omkring 14 kilometer sydost om Fort Glanville Conservation Park. 
Runt Fort Glanville Conservation Park är det i huvudsak tätbebyggt. Genomsnittlig årsnederbörd är 593 millimeter. Den regnigaste månaden är juli, med i genomsnitt 95 mm nederbörd, och den torraste är december, med 13 mm nederbörd.